# 克羅斯村 (密歇根州)
克羅斯村（英語：Cross Village）是位於美國密歇根州埃米特縣的一個普查規定居民點。

## 人口
根據2020年美國人口普查的數據，克羅斯村的面積為1.98平方千米，當中陸地面積為1.98平方千米，而水域面積為0.00平方千米。當地共有人口79人，而人口密度為每平方千米39.9人。